# Winston-Salem Open 2022
Winston-Salem Open 2022 byl profesionální tenisový turnaj mužů na okruhu ATP Tour, hraný v areálu Wake Forest University, na otevřených dvorcích s tvrdým povrchem Laykold. Konal se mezi 21. až 28. srpnem 2022 v americkém Winston-Salemu, ležícím v Severní Karolíně, jako padesátý třetí ročník turnaje. 
Turnaj dotovaný 823 420 dolarů patřil do kategorie ATP Tour 250. Jednalo se o poslední díl mužské poloviny letní US Open Series, jakožto závěrečné přípravy před čtvrtým grandslamem sezóny US Open. Nejvýše nasazeným hráčem ve dvouhře se stal devatenáctý tenista světa Grigor Dimitrov z Bulharska. Jako poslední přímý účastník do hlavní singlové soutěže nastoupil americký 91. hráč žebříčku Steve Johnson. V důsledku invaze Ruska na Ukrajinu na konci února 2022 řídící organizace tenisu ATP, WTA a ITF s grandslamy rozhodly, že ruští a běloruští tenisté mohli dále na okruzích startovat, ale do odvolání nikoli pod vlajkami Ruska a Běloruska.
Druhý singlový titul na okruhu ATP Tour vybojoval 34letý Francouz Adrian Mannarino, který odehrál již  desáté kariérní finále. Stal se tak nejstarším, prvním francouzským a druhým levorukým šampionem Winston-Salem Open. Čtyřhru ovládl australsko-britský pár Matthew Ebden a Jamie Murray, jehož členové nastoupili do prvního turnaje jako spoluhráči.

## Rozdělení bodů a finančních odměn

### Rozdělení bodů
| Soutěž       | Soutěž      | vítězové | finalisté | semifinalisté | čtvrtfinalisté | 16 v kole | 32 v kole | 48 v kole | Q | Q2 | Q1 |
| ------------ | ----------- | -------- | --------- | ------------- | -------------- | --------- | --------- | --------- | - | -- | -- |
| dvouhra mužů | [ 1 ] [ 5 ] | 250      | 150       | 90            | 45             | 20        | 10        | 0         | 5 | 3  | 0  |
| čtyřhra mužů | [ 6 ]       | 250      | 150       | 90            | 45             | 0         | —         | —         | — | —  | —  |

### Finanční odměny
| Soutěž                                | Soutěž      | vítězové  | finalisté | semifinalisté | čtvrtfinalisté | 16 v kole | 32 v kole | 48 v kole | Q2      | Q1      |
| ------------------------------------- | ----------- | --------- | --------- | ------------- | -------------- | --------- | --------- | --------- | ------- | ------- |
| dvouhra mužů                          | [ 1 ] [ 5 ] | 100 475 $ | 57 660 $  | 33 115 $      | 19 125 $       | 10 925 $  | 6 420 $   | 3 905 $   | 2 070 $ | 1 145 $ |
| čtyřhra mužů                          | [ 6 ]       | 39 530 $  | 20 700 $  | 11 690 $      | 6 780 $        | 4 000 $   | —         | —         | —       | —       |
| částka ve čtyřhrách je uvedena na pár |             |           |           |               |                |           |           |           |         |         |

## Mužská dvouhra

### Nasazení
| Stát                          | Hráč                    | ATP | Nasazení |
| ----------------------------- | ----------------------- | --- | -------- |
| Bulharsko                     | Grigor Dimitrov         | 18. | 1.       |
| Nizozemsko                    | Botic van de Zandschulp | 24. | 2.       |
| Dánsko                        | Holger Rune             | 29. | 3.       |
| USA                           | Maxime Cressy           | 32. | 4.       |
| Itálie                        | Lorenzo Musetti         | 33. | 5.       |
| Gruzie                        | Nikoloz Basilašvili     | 34. | 6.       |
| Argentina                     | Sebastián Báez          | 35. | 7.       |
| Španělsko                     | Albert Ramos-Viñolas    | 40. | 8.       |
| Finsko                        | Emil Ruusuvuori         | 44. | 9.       |
| Francie                       | Benjamin Bonzi          | 48. | 10.      |
|                               | Ilja Ivaška             | 49. | 11.      |
| Španělsko                     | Pedro Martínez          | 53. | 12.      |
| Spojené království            | Jack Draper             | 55. | 13.      |
| Itálie                        | Lorenzo Sonego          | 56. | 14.      |
| Španělsko                     | Jaume Munar             | 57. | 15.      |
| Portugalsko                   | João Sousa              | 59. | 16.      |
| Žebříček ATP k 15. srpnu 2022 |                         |     |          |

### Jiné formy účasti
Následující hráči obdrželi divokou kartu do hlavní soutěže:
- Grigor Dimitrov
- Dominic Thiem
- J.J. Wolf
- Mikael Ymer

Následující hráč nastoupil do hlavní soutěže pod žebříčkovou ochranou:
- Kyle Edmund

Následující hráči postoupili z kvalifikace:
- Marc-Andrea Hüsler
- Jason Kubler
- Emilio Nava
- Christopher O'Connell

Následující hráči postoupili z kvalifikace jako šťastní poražení:
- Taró Daniel
- Márton Fucsovics
- Tallon Griekspoor
- Šintaró Močizuki
- Michail Pervolarakis

### Odhlášení
před zahájením turnaje
- Sebastián Báez → nahradil jej  Márton Fucsovics
- Alexandr Bublik → nahradil jej  Adrian Mannarino
- Pablo Carreño Busta → nahradil jej  Taró Daniel
- Hugo Dellien → nahradil jej  Šintaró Močizuki
- Tomás Martín Etcheverry → nahradil jej  Michail Pervolarakis
- Marcos Giron → nahradil jej  Peter Gojowczyk
- Quentin Halys → nahradil jej  Denis Kudla
- Alex Molčan → nahradil jej  John Millman
- Brandon Nakashima → nahradil jej  Jack Draper
- Oscar Otte → nahradil jej  Richard Gasquet
- Tommy Paul → nahradil jej  Dušan Lajović
- Holger Rune → nahradil jej  Tallon Griekspoor
- Frances Tiafoe → nahradil jej  Steve Johnson

## Mužská čtyřhra

### Nasazení
| Stát                                                                     | Hráč            | Stát               | Hráč             | ATP | Nasazení |
| ------------------------------------------------------------------------ | --------------- | ------------------ | ---------------- | --- | -------- |
| Chorvatsko                                                               | Nikola Mektić   | Chorvatsko         | Mate Pavić       | 23. | 1.       |
| Chorvatsko                                                               | Ivan Dodig      | USA                | Austin Krajicek  | 31. | 2.       |
| Austrálie                                                                | Matthew Ebden   | Spojené království | Jamie Murray     | 54. | 3.       |
| Spojené království                                                       | Lloyd Glasspool | Finsko             | Harri Heliövaara | 56  | 4.       |
| Žebříček ATP k 15. srpnu 2022; číslo je součtem umístění obou členů páru |                 |                    |                  |     |          |

### Jiné formy účasti
Následující páry obdržely divokou kartu do hlavní soutěže:
- Robert Galloway /  Alex Lawson
- Skander Mansouri /  Matthew Thomson

### Odhlášení
před zahájením turnaje
- Marcelo Arévalo /  Jean-Julien Rojer → nahradili je  Hugo Nys /  Jan Zieliński
- Matthew Ebden /  Max Purcell → nahradili je  Matthew Ebden /  Jamie Murray
- Santiago González /  Andrés Molteni → nahradili je  Oleksandr Nedověsov /  Ajsám Kúreší
- Wesley Koolhof /  Neal Skupski → nahradili je  Fabrice Martin /  Jonny O'Mara
- Kevin Krawietz /  Andreas Mies → nahradili je  Sander Gillé /  Joran Vliegen
- Jamie Murray /  Bruno Soares → nahradili je  Nathaniel Lammons /  Jackson Withrow

## Přehled finále

### Mužská dvouhra
- Adrian Mannarino vs.  Laslo Djere, 7–6(7–1), 6–4

### Mužská čtyřhra
- Matthew Ebden /  Jamie Murray vs.  Hugo Nys /  Jan Zieliński, 6–4, 6–2